# Dehesa de Romanos

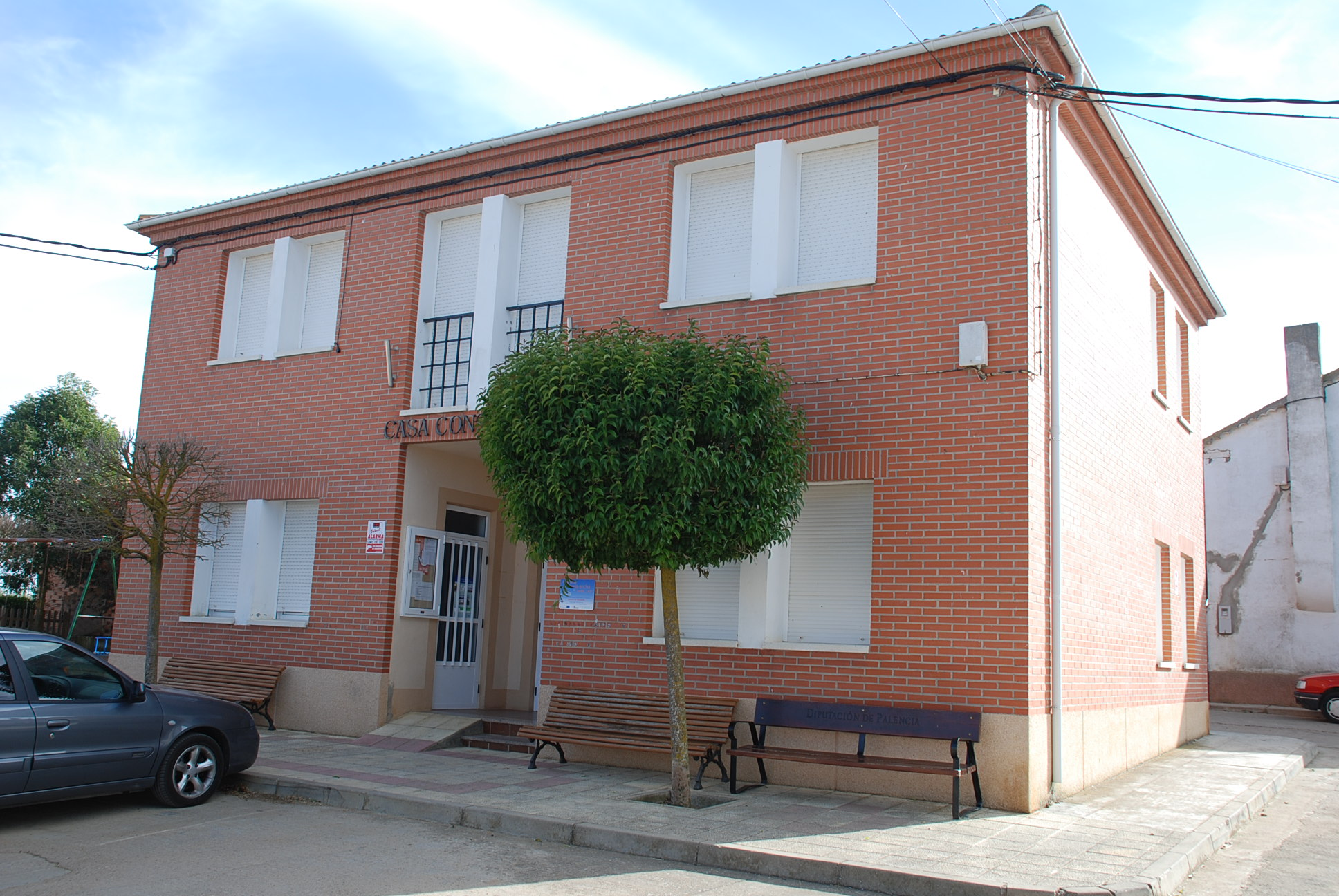
Casa consistorial

Dehesa de Romanos es un municipio y localidad española de la provincia de Palencia, en la comunidad autónoma de Castilla y León. Situada en la comarca de La Ojeda, en el noreste de la provincia, cuenta con una población de 46 habitantes (INE 2024).

## Toponimia
El nombre o topónimo de Dehesa viene del sustantivo latino defensa con significado tierra de pastos, en general acotados. Por otro lado de Romanos le puede venir del genérico romano en contra de mozárabe y ya era nominada así esta localidad a finales del siglo XII en cierta donación de Alfonso VII.

## Historia
En el término de Dehesa de Romanos se levantó en su día un poblado medieval que se llamaba Miranda, con significado de lugar de mirador. El pueblo, se encuentra vertebrado en torno a dos barrios: de arriba y de abajo, y su denominación es muestra de su repoblación por gentes de origen hispanorromano, frente al resto de repobladores de pueblos aledaños de origen mozárabe.

## Demografía
Cuenta con una población de 46 habitantes (INE 2024).
| Gráfica de evolución demográfica de Dehesa de Romanos entre 1842 y 2021                                               |
| |
| Población de derecho según los censos de población del INE. Población de hecho según los censos de población del INE. |

| Nacionalidad | Hombres | Mujeres | Total | %     | Proporción |
| ------------ | ------- | ------- | ----- | ----- | ---------- |
| Española     | 22      | 14      | 36    | 73.4% |            |
| Extranjera   | 9       | 4       | 13    | 26.5% |            |

## Cultura

### Patrimonio
- Iglesia de Santa Eugenia: Sobre el altozano de la Laura, ubicado entre los dos barrios del pueblo, se levanta la iglesia de Santa Eugenia, bello templo levantado en mampostería y cantería y buen ejemplar del arte Románico de los años finales del siglo XII. Es una iglesia de una sola nave que con cubierta plana. El arco triunfal, apuntado, descansa sobre buenos capiteles románicos, en los que se representa la escena de Sansón con el león, con otro personaje que alancea al mismo león, y grifos y leones enfrentados. El presbiterio se cubre con cañón apuntado y fajón. En el lado de la Epístola se abre una exquisita portada románica en cuya puerta se hallan incrustados unos buenos herrajes o alguazas, siendo el pórtico gótico. El presbiterio guarda el retablo mayor, de los primeros años del siglo XVII, con esculturas de santa Eugenia, advocación del templo, san Juan Bautista, un Santo desconocido y un Calvario del mismo siglo XVII. Otra escultura, representando a san Roque, es del siglo XVIII. En el entorno de esta iglesia se descubrió hace tiempo una necrópolis medieval con sarcófagos monolíticos de piedra.
- Iglesia de San Martín: Situada en el Barrio de Arriba, es un ejemplar ya barroco, levantado en mampostería y en una sola nave que a su vez se divide en tres tamos que se cubren con bóvedas de cañón con lunetos, y en el presbiterio con bóvedas de arista. Una portada adintelada se abre en el lado de la Epístola. El retablo mayor del data del siglo XVII y conserva una escultura de san Martín, patrono del templo, de la misma época.
- Ermita de San Roque: Ermita barroca, actualmente en ruinas, bajo la advocación de san Roque.
- Ermita del Salvador: Contó además Dehesa de Romanos con una ermita dedicada al Salvador, ya desaparecida.

### Fiestas patronales
- 17 de julio
- San Martín: 11 de noviembre